# Zoroastro (nave cisterna)
La Zoroastro (in russo Зороастр?) è stata la prima nave cisterna a vapore in acciaio Bessemer.

## Storia
Fu costruita nel 1878 per la Branobel (abbreviazione di Fratelli Nobel in russo) che, nel corso dell'ultima parte del XIX secolo, fu una delle più grandi compagnie petrolifere del mondo, era stata fondata nel 1876 a Baku, in Azerbaigian, da Ludvig e Robert Nobel, fratelli di Alfred Nobel.
Al piroscafo fu dato il nome del profeta degli adoratori del fuoco, Zarathustra, che sarebbe diventato anche il simbolo della Branobel.

## Il progetto
Ludvig fu un pioniere nello sviluppo delle prime petroliere, dapprima aveva sperimentato il trasporto di grandi quantità di petrolio su chiatte a scafo unico,
in seguito rivolse la sua attenzione verso navi cisterna a propulsione autonoma trovandosi ad affrontare una serie di problemi tecnici:
uno dei principali era la necessità di mantenere il carico ed i relativi vapori ben lontano dalla sala macchine per evitare incendi;
inoltre bisognava, tra le altre cose, consentire al carico di espandersi e contrarsi a causa di cambiamenti di temperatura e provvedere un sistema di ventilazione delle cisterne.
Ludvig progettò la nave a Göteborg in Svezia, con Sven Almqvist; 
il contratto per la costruzione fu firmato nel gennaio 1878, ed essa fece il suo primo viaggio in quello stesso anno, da Baku ad Astrachan'.
Ludvig si rifiutò di brevettare qualsiasi parte del progetto della Zoroastro, che fu ampiamente studiato e copiato.
Nel mese di ottobre 1878 egli ordinò altre due navi cisterna dello stesso tipo: la Buddha e la Nordenskjöld.

## Caratteristiche
La Zorastro aveva una lunghezza complessiva di 56 m., una larghezza di 8,2 m. e un pescaggio di 2,7 m.; trasportava il suo carico di 242 long tons di cherosene in otto cisterne di ferro collegate da tubi, poste davanti e a poppa della sala macchine, che si trovava a mezza nave.
La nave era inoltre dotata di un sistema di 21 compartimenti stagni verticali per migliorare il galleggiamento.
A differenza delle successive petroliere Nobel, la Zorastro fu costruita abbastanza piccola per navigare dalla Svezia al Mar Caspio attraverso il Mar Baltico, i laghi Ladoga e Onega, i canali di Rybinsk e Mariinskij ed il fiume Volga.